# المرحلة 2 (الكمبري)
المرحلة 2 (باللاتينية: Stage 2)، وهي ثاني مرحلة من فترة أو نسيقة التيرينيفي، حيث امتدت من ≈ 529 إلى≈ 521 مليون سنة مضت، لمدة 8 مليون سنة تقريبا. وتسمى عادة باسم التوموتي، بعد طبقة سيبيريا الكمبرية. حيث أن اللجنة الدولية للطبقات لم تحدد بشكل واضح كلا الحدين العلوي والسفلي.

## المقطع النموذجي
تتضمن مقترحات نقطة ومقطع طبقة الحدود العالمية (GSSP) أول ظهور لوتسونيلا كروسبي في تشكل زوجياكينج في يونان بالصين أو تشكل بيستروتسفيت بالقرب من نهر الدون على الجانب السيبيري.

## الطبقات الحيوية
فالمقترحات للحد السفلي هي ظهور الحيوانات الصدفية الصغيرة،أو كائنات القدحيات القديمة أو الرخويات أو واتسونيلا كروسبي (Watsonella crosbyi) أو الدانيلا أتيلبورينسيس (Aldanella attleborensis) منذ 529 مليون سنة. والحد العلوي المقترح قد يكون أول ظهور لثلاثية الفصوص منذ 521 مليون سنة.